# Porte Léopold
La porte Léopold est une porte de ville baroque située dans le quartier de Vyšehrad à Prague. Elle fait partie de la citadelle de Vyšehrad. 

## Histoire
La porte a été construite entre 1653 et 1672, l'année exacte du début et de l'achèvement de la construction est inconnue. Elle a probablement été créée selon le projet architectural de Carlo Luraga, dont le dessin du bâtiment a été conservé. La porte Léopold constitue l’entrée de la forteresse intérieure de Vyšehrad. Bien qu'elle fasse partie du système de fortification de l'architecte Giuseppe Priami, elle n'a jamais eu de fonction militaire. Son utilisation fonctionnelle remonte au milieu du XIXe siècle, lorsque la route entre Nové Město et Pankrác passant par Vyšehrad a été construite,.